# Château de Montecuccolo
Le château de Montecuccolo est un château situé dans la municipalité de Pavullo nel Frignano, dans la région d'Émilie-Romagne, en Italie.

## Histoire
Le château primitif remonte au XIe siècle, il était une simple tour de garde destinée à protéger la ville. Une palissade défensive en bois l'entourait à sa base. Au XIIe siècle, une maison fortifiée le long d'une muraille en pierre pour remplacer la palissade.
Au cours des XIIIe et XIVe siècles, de nouvelles constructions furent rajoutées et les murs furent agrandis pour les entourer, créant ainsi une place intérieure close. Durant les XVe et XVIe siècles, une église (dédiée à Saint-Laurent) est construite rajoutant une deuxième place au niveau inférieur.
Le château est le lieu de naissance du condottiere Raimondo Montecuccoli en 1609.

## Source
- (en) Cet article est partiellement ou en totalité issu de l’article de Wikipédia en anglais intitulé « Castello di Montecuccolo » (voir la liste des auteurs).